# Ron Asheton
Ronald Franklin Asheton (17 de julio de 1948 – 6 de enero de 2009) fue un guitarrista, bajista y compositor estadounidense. Líder junto a Iggy Pop de la banda de rock the Stooges. Fue miembro fundador de the Stooges junto su hermano, el batería Scott Asheton, Iggy Pop y el bajista Dave Alexander. Asheton, ocupa el puesto 29 de la lista de los "100 mejores guitarristas de todos los tiempos según la revista Rolling Stone" siendo posicionado (en noviembre de 2014) como el número 60 de la lista.

## Biografía
Asheton nació en Washington D. C.. Comenzó a practicar acordeón de niño y a los diez años de edad comenzó a tocar el bajo. Siendo adolescente su familia se mudó a Ann Arbor (Míchigan) donde se unió a varias bandas locales. Poco después conoció a Iggy Pop y fundaron la banda de rock psicodélico the Stooges.
Asheton fundó The Stooges en 1967 junto a su hermano Scott, Dave Alexander y James "Iggy" Osterberg. The "Psychedelic Stooges" realizaron su primera actuación durante una fiesta de Halloween en 1967.  En 1968 firmaron un contrato discográfico con Elektra Records junto a MC5 a instancias del productor Danny Fields. Asheton tocó la guitarra y compuso buena parte de los dos primeros discos de la banda; The Stooges (1969) y Fun House (1970). Poco después de grabar Fun House, un segundo guitarrista se incorporó a la formación, James Williamson.  Las continuas diferencias entre Ashton y Williamson, que veía peligrar su liderato como guitarrista principal y compositor, unido al abuso de las drogas, hicieron que la banda se separase en 1971.
En 1972 David Bowie invitó a Iggy Pop y a Williamson a Londres para refundar la banda y grabar un nuevo álbum. Finalmente, después de no poder encontrar reemplazos locales adecuados, Pop invitó a los hermanos Asheton a unirse de nuevo a la formación, pero con Ron en el bajo, un papel que aceptó a regañadientes. El álbum resultante, "Raw Power", se vendió mal inicialmente, pero desde entonces ha sido visto como un álbum seminal en el desarrollo de lo que más tarde se llamaría punk rock. Sin embargo, las tensiones y el consumo de drogas no desaparecieron durante la breve reunión y la banda se desintegró nuevamente en febrero de 1974. Varios lanzamientos más continuaron esporádicamente durante las siguientes décadas, principalmente grabaciones de shows en vivo, remixes de álbumes y colecciones inéditas. 
Tras la separación definitiva de The Stooges, Asheton tocó en las bandas The New Order (no en la banda británica New Order), Destroy All Monsters, Dark Carnival, New Race y The Empty Set. En 1998 tocó con The Wylde Ratttz, una banda compuesta por algunos de los músicos más famosos y respetados de punk y alt-rock. La banda incluía a Mike Watt de Minutemen, J Mascis de Dinosaur Jr., Thurston Moore de Sonic Youth y Mark Arm de Mudhoney. Contribuyó al repertorio de la banda con una versión de la canción de The Stooges, "TV Eye" para la banda sonora de la película Velvet Goldmine de Todd Haynes, protagonizada por Ewan McGregor y Jonathan Rhys Meyers. 
Asheton también actuó como actor en tres películas; Mosquito, Frostbiter: Wrath of the Wendigo y Legion of the Night.
En 2003 the Stooges regresaron de nuevo a los escenarios. Asheton ejerció como guitarrista principal de la banda hasta su fallecimiento, el 6 de enero de 2009, a consecuencia de un infarto. Fue reemplazado por Williamson.
Sonic Youth dedicaron el álbum The Eternal a su memoria.

## Discografía
Con the Stooges
- The Stooges (1969)
- Fun House (1970)
- Raw Power (1973)
- The Weirdness (2007)

Con The New Order
- New Order  (1977)
- Victim of Circumstance (1989)
- Declaration of War (1990)

Con Destroy All Monsters
- November 22, 1963 (1989)
- Bored (1999) – grabado en 1978

Con New Race
- The First and Last (1982)
- The First To Pay (1989)
- The Second Wave (1990)

Con Dark Carnival
- Live - Welcome to Show Business (1990)
- Greatest Show in Detroit (1991)
- Last Great Ride (1996)
- HOTBOX Greatest Hits 6 Disc set (2006)

Con The Empty Set
- Thin Slim & None/Flunkie (1996)

Con Powertrane
- Ann Arbor Revival Meeting (2003)